# Горњи Томаш
Горњи Томаш је насељено место у саставу града Бјеловара, у Бјеловарско-билогорској жупанији, Република Хрватска.

## Становништво
Насеље је према попису становништва из 2011. године имало 94 становника.
| Националност       | 1991.       |
| Хрвати             | 88 (77,19%) |
| Срби               | 0           |
| Југословени        | 0           |
| остали и непознато | 26 (22,80%) |
| Укупно             | 114         |